# (73541) 2003 OE22
(73541) 2003 OE22 – planetoida z pasa głównego asteroid okrążająca Słońce w ciągu 3,66 lat w średniej odległości 2,37 j.a. Odkryta 29 lipca 2003 roku.